# Arrancy-sur-Crusne
Arrancy-sur-Crusne là một xã thuộc tỉnh Meuse trong vùng Grand Est đông nam nước Pháp. Xã này nằm ở khu vực có độ cao trung bình 288 mét trên mực nước biển.